# Ferdinando da Cordova
Ferdinando da Cordova, in spagnolo Fernando de Córdoba, noto in latino come Fernandus Cordubensis (Cordova, 1425 c. – Roma, 1485), è stato un filosofo neoplatonico spagnolo.

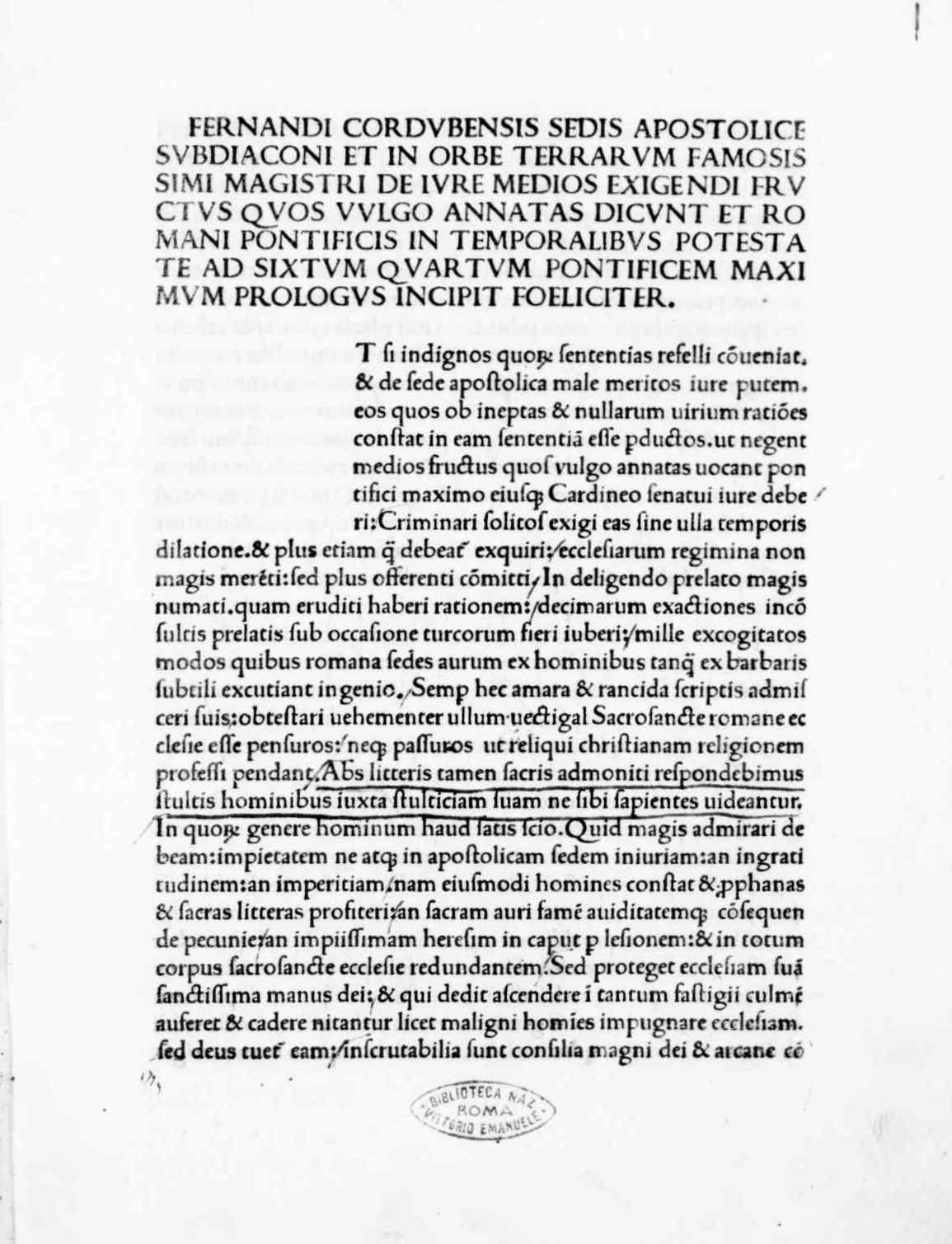
De iure medios exigendi fructus quo vulgo annatas dicunt, 1484

Di straordinaria intelligenza, a 20 anni dominava latino, greco, ebreo, caldeo e arabo, e conosceva a memoria le opere di Platone, Aristotele, Ippocrate, Avicenna e altri autori. Era inoltre musicista, pittore e insegnante di diritto civile.
Nel 1443 fu ambasciatore di Giovanni II di Castiglia presso Alfonso il Magnanimo nella sua corte di Napoli. Nel 1445 andò a Parigi, dove suacitò l'ammirazione e l'invidia dei dottori della Sorbona. Si giunse ad affermare che un uomo così istruito non poteva essere altri che l'Anticristo.
Divenuto suddiacono, morì a Roma nel 1485 e fu sepolto nella Chiesa di Santa Maria in Monserrato degli Spagnoli.
Laurence Sterne lo menziona nel Tristram Shandy tra gli esempi di bambini prodigio.

## Opere
- De artificio omnis et investigandi et inveniendi natura scibilis.
- De laudibus Platonis.
- De duabus Philosophis.
- Praestantia Platonis supra Aristotelem.
- Commenti sull'Almagesto di Tolomeo.
- (LA) De iure medios exigendi fructus quo vulgo annatas dicunt, Roma, 1484.